# Rec.Sport.Soccer Statistics Foundation
Rec.Sport.Soccer Statistics Foundation (afgekort en met name bekend als RSSSF) is een internationaal opgezette amateurorganisatie die zich bezighoudt met het verzamelen van voetbalgerelateerde statistieken. De organisatie, die de statistieken online publiceert, houdt zich bezig met zowel clubvoetbal als interlandvoetbal. In januari 1994 startten drie redacteuren het opzetten van het voetbalarchief: Lars Aarhus, Kent Hedlundh, en Karel Stokkermans, regelmatige bezoekers van de Usenet-nieuwsgroep rec.sport.soccer. Zij noemden het oorspronkelijk North European Rec.Sport.Soccer Statistics Foundation, maar lieten de geografische bepaling vallen toen ook niet-Europese landen werden opgenomen in de database. Toevoegingen aan RSSSF worden gedaan door auteurs en statistici over de hele wereld; zeven spin- off-projecten werden opgericht voor zeven verschillende landen om het voetbal aldaar nauwkeurig vast te leggen. Deze projecten hebben betrekking op Albanië, Brazilië, Denemarken, Noorwegen, Polen, Roemenië, Uruguay en Venezuela.